# アイ・ビギン・トゥ・ワンダー
「アイ・ビギン・トゥ・ワンダー」(I Begin to Wonder)は、ダニー・ミノーグの楽曲。4枚目のスタジオ・アルバム『ネオン・ナイツ』から3枚目の先行シングルとして発売された。

## 解説
元々はプロデューサーであるジャン・クロード＝アデス自身によって披露されていた曲で、ダニーの楽曲として発表するにあたっては歌詞の追加やリアレンジが施された。
イギリスのシングルチャートでは自己最高位となる2位を記録した。
デッド・オア・アライヴの「ユー・スピン・ミー・ラウンド」とマッシュアップした「ビギン・トゥ・スピン・ミー・ラウンド」がシングル盤や『ネオン・ナイツ』の日本盤などに収録されている。この曲は元々海賊盤（ブート音源）で出回っていた音源で、ロンドンレコードが権利を買い取り発売したものである。

## トラックリスト
オーストラリア盤
1. I Begin to Wonder (Radio Edit) - 3:29
2. I Begin to Wonder (Krystel K Vocal Mix CD Edit) - 5:12
3. Hide and Seek - 3:12
4. Album Megamix - 6:22
  - Vibe On/Creep/Hey! (So What)/A Piece of Time/For the Record
5. Nervous - 4:21
6. Begin to Spin Me Round (Radio Edit) - 3:16
7. Begin to Spin Me Round (Extended Mix) - 5:15

## チャート
| チャート (2003年)                                        | 最高位 |
| -------------------------------------------------------- | ------ |
| オーストラリア (ARIA)                                    | 14     |
| ベルギー (フランダース地域)                              | 50     |
| ベルギー (ワロン地域)                                    | 20     |
| ヨーロッパ (European Hot 100 Singles)                    | 7      |
| フランス (SNEP)                                          | 7      |
| ドイツ (Official German charts) "Begin to Spin Me Round" | 37     |
| ハンガリー (Rádiós Top 40)                               | 33     |
| アイルランド (IRMA)                                      | 22     |
| オランダ (Dutch Top 40)                                  | 45     |
| スコットランド (Official Charts Company)                 | 2      |
| スウェーデン (スヴァリイェトプリストン)                  | 20     |
| スイス (Schweizer Hitparade)                             | 31     |
| UK シングルス (OCC)                                      | 2      |
| UK ダンス (OCC)                                          | 1      |
| US Dance Singles Sales (Billboard)                       | 14     |
| US Dance/Mix Show Airplay (Billboard)                    | 2      |

| チャート (2003年)     | 順位 |
| --------------------- | ---- |
| オーストラリア (ARIA) | 97   |
| フランス (SNEP)       | 83   |
| イギリス (OCC)        | 66   |